# Ternelles

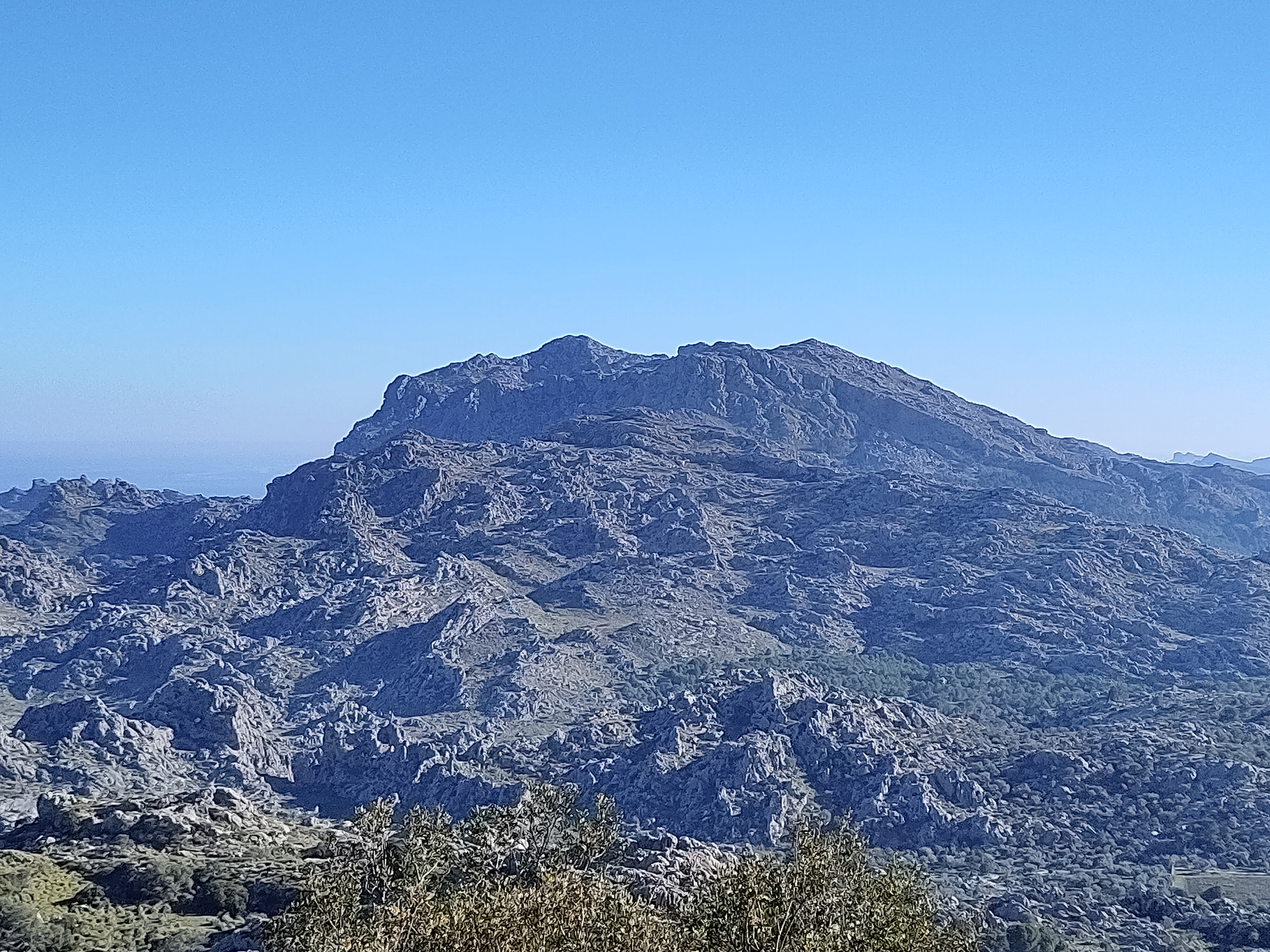
Puig Gros de Ternelles

Ternelles és una possessió del terme de Pollença a la vall del mateix nom, entre l'Horta i Llinars. S'hi troba el Castell del Rei i l'ermita de la Cel·la. El terme de Ternelles limitava amb Ariant, l'Horta de Cubelles, la vall de Cuixac i la vall de Sant Vicenç.

## Vall de Ternelles
Segons Joan Binimelis i Jeroni de Berard és una de les sis valls en què es divideix el terme de Pollença. Segurament seria equiparable a la vall actual, i tendria els següents límits:
- Torrent de Ternelles, rotes de Can Sales, línia que passa pels cims de Penya del Migdia, les Penyes Vermelles, el Paraigua, el puig de l'Esbaldregat, el puig de Gironella, el Pa de Figa, el Puig Gros de Ternelles i el Coll dels Coloms.
- Serra de la Font, coll de Cuixac, serra de Cornavaques i la Punta de l'Àguila.

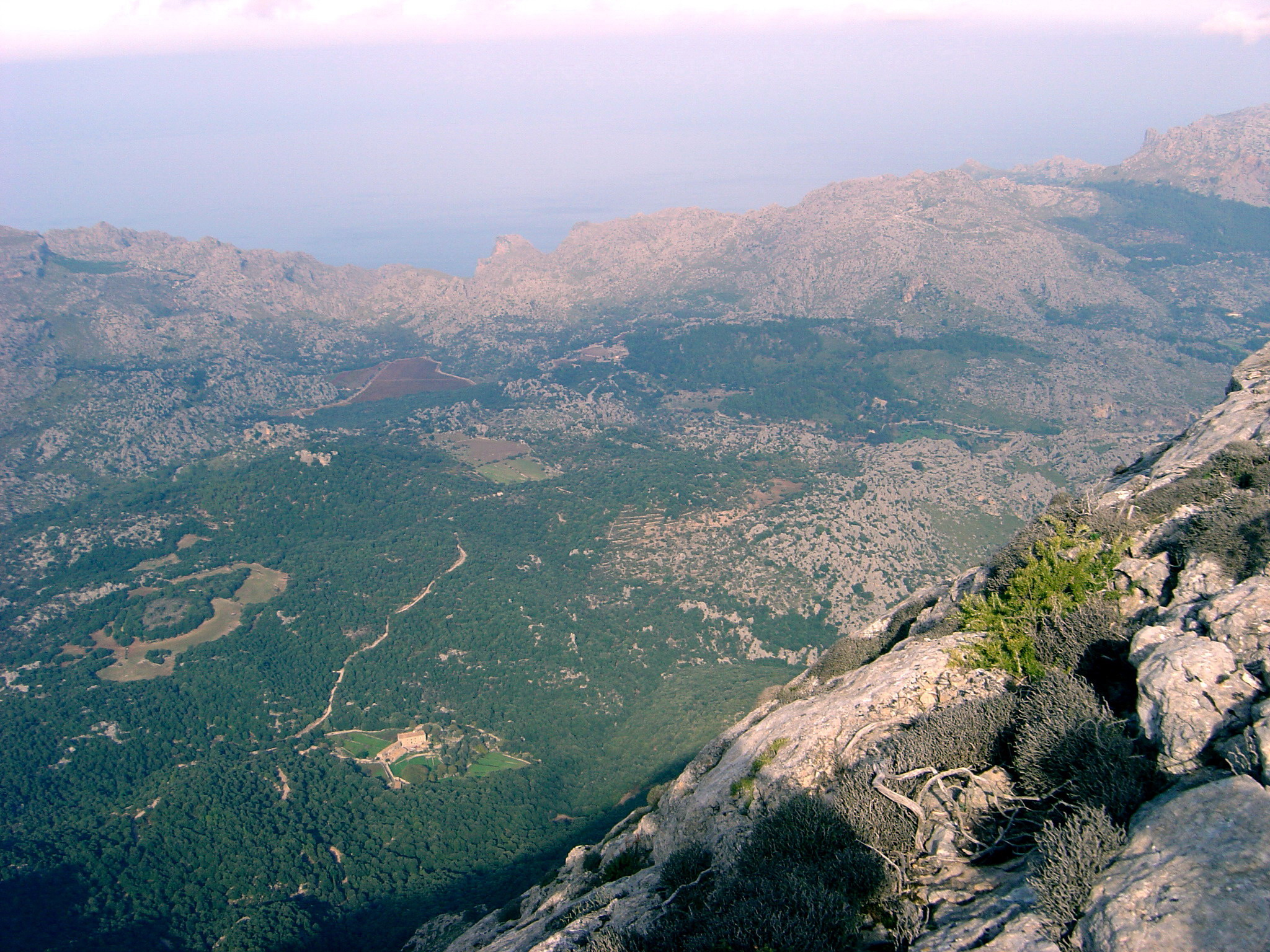
Puig Gros de Ternelles des del Tomir

- Litoral marí.[1]

## Història
L'alqueria disposava de dos molins d'aigua fariners (molí de la Torre i molí Sobirans) i guardes d'ovelles, cabres, bous i someres. Dins el terme de Ternelles hi havia l'alqueria d'en Ferragut, la Cel·la, el Castell de Pollença –després conegut com el Castell del Rei– i una sèrie de possessions anomenades castells, a causa de la seva proximitat a la fortificació. Hi havia ca l'amo en Toni (Castell del Ros), ca na Garineva (Castell d'en Plorador), can Torrens (Castell de Miquelet o de Conte).
El 1511 era propietari de Ternelles el ciutadà de Mallorca Francesc Desbrull. Els Desbrull tenien posada a la vila de Pollença. El 1692 era propietat de Francesc Desbrull i Font de Roqueta, cavaller de l'ordre de Calatrava. El 1771 era d'Isabel Sureda Fortuny i tenia cases, tafona i molí de sang. Estava dedicada als olivars i al conreu de cereals i lleguminoses. Hi havia alzinars, amb producció de carbó, pinars i garrigues. Els molins d'aigua estaven a l'Estret de Ternelles. La ramaderia hi era molt important. El 1818 tenia 540 quarterades. El 1863 era dels hereus de Marià Villalonga i tenia 1.526 quarterades. El 1944 la propietat era de Dolors Cotoner de Verí i tenia 1.802 quarterades repartides en garriga (151), cereals (30), garroverar (2), olivar (16), alzinar (36), hort (3) i marina (1.564). El 1968 el propietari era Joan March i Ordinas i des d'aleshores ha seguit a mans de la família March.

## Valors etnològics i patrimonials
A Ternelles hi neix a la Font de Ternelles la canal de Ternelles, conducte de l'època romana (segle i dC) que proveïa d'aigua la ciutat de Pol·lència, situada prop de l'actual Alcúdia, a 13 km de Ternelles. Al llarg del traçat hi ha restes d'argamassa a llocs com d'estret de Ternelles, prop de les cases de Can Xura, al camí vell de Son Marc, Cal Cuec, vora l'escorxador de Pollença, al faldar del Puig de Maria i a Can Magdalenoia. A l'antic rafal de l'Esgleiassa s'hi conserva un gran depòsit, segurament de regulació.